# Castor (stea)
Castor (α Gem / α Geminorum / Alpha Geminorum / YY Geminorum) este a doua stea ca strălucire din constelația Gemini și una din cele mai strălucitoare stele de pe cerul întunecat. Deși are denumirea Bayer de „Alpha”, nu este cea mai strălucitoare stea din constelația „Gemini”, „Beta Geminorum” (Pollux) fiind mai strălucitoare. Distanța sa în raport cu Soarele este de 49,8 de ani lumină.
Castor și Polux sunt stelele „gemene cerești” care dau numele lor constelației Gemenilor (Gemini semnificând „gemeni”, în limba latină). Numele Castor face referire la Castor, unul din fii gemeni ai lui Zeus și ai Ledei. Steaua poartă și denumirea în arabă Al-Ras al-Taum al-Muqadim, care semnifică literal „Capul primului Geamăn”. 
De asemenea, Castor mai are alți 5 companioni stelari, mai puțin stăalucitori decât steaua principală. 
Sursa: 
Coordonate:  07h 34m 36s, +31° 53′ 18″